# Bruno Migliorini
 (mai 2021).
Si vous disposez d'ouvrages ou d'articles de référence ou si vous connaissez des sites web de qualité traitant du thème abordé ici, merci de compléter l'article en donnant les références utiles à sa vérifiabilité et en les liant à la section « Notes et références ».
Bruno Migliorini (né le 19 novembre 1896 à Rovigo et mort le 18 juin 1975 à Florence) est un linguiste italien, figure du mouvement espérantiste italien.

## Biographie
Docteur ès lettres, il fut lecteur puis assistant puis professeur de langue italienne à l'Université La Sapienza de Rome. De 1930 à 1933, il fut rédacteur en chef de l’Enciclopedia Italiana. De 1933 à 1938, il occupa un poste de professeur à l'Université de Fribourg et de 1938 à 1966, à l'Université de Florence. De 1949 à 1963, il fut président de l'Accademia della Crusca, académie de la langue italienne, puis associé national de l'Accademia dei Lincei. Il était un des linguistes italiens les plus autorisés du XXe siècle.
En 1936, il fonda avec Giacomo Devoto la revue Lingua Nostra, dont il fut le directeur. Son œuvre est d'abord consacrée aux problèmes de la langue nationale et aux rapports entre la langue et la culture, mais également à des recherches sur les langues internationales créées, en particulier l'espéranto. C'est à lui que les Italiens doivent le mot regista, introduit en 1940 à la place du gallicisme « régisseur », pendant la campagne d'italianisation des mots étrangers de la période fasciste.
Devenu espérantiste en 1912, il fonda la même année un groupe à Rovigo. En 1914, il créa un groupe espérantiste « L. L. Zamenhof » à Venise et en 1921 il lança un groupe à Rome. Il écrivit une grammaire pour les Italiens (deux éditions) et un manuel international d'espéranto (en collaboration avec son frère Elio Migliorini). Il donna des conférences aux universités d'été d'Oxford (Someraj Universitatoj de Oksfordo) dans le cadre du 22e congrès mondial d’espéranto de 1930 et du 24e en 1932 à Paris. En 1921, parut son livre Anekdotoj pri Dante (Anecdotes sur Dante), réédité en 1956. Dans plusieurs revues il publia des articles consacrés à la linguistique générale, au vocabulaire espérantiste et à d'autres projets de langues créées auxquels il s'opposait. En 1955, il devint membre du comité d'honneur du 40e congrès mondial à Bologne. Depuis le premier numéro et jusqu'à sa mort il appartint au comité de rédaction de La Monda Lingvo-Problemo. Il meurt en 1975 à l'âge de 78 ans.

## Œuvres

### En espéranto
- Esperanta legolibro (1925)
- Kontribuaĵoj al Esperanta etimologio (1930)
- Anekdotoj pri Dante (1956)
- Lingvaj aspektoj de Esperanto

### En italien
- Il problema della lingua mondiale (1922), traduction d’un livre d’Emile N. Setälä
- Manuale di Esperanto, S. Vito al Tagliamento, Ed. Paolet (1922)
- Esperanto e Interlingua (1924)
- L'Esperanto e i suoi elementi (1926)
- Lingua e cultura, Roma, Ed. Tumminelli (1948)
- Storia della lingua italiana, Firenze, Sansoni (1966)
- Dizionario d'ortografia e di pronunzia (DOP), avec Carlo Tagliavini et Piero Fiorelli, Torino, ERI, 1969 (Nouvelle édition multimédia (2007))

## Sources
- (eo) Cet article est partiellement ou en totalité issu de l’article de Wikipédia en espéranto intitulé « Bruno Migliorini » (voir la liste des auteurs).

- (it) Cet article est partiellement ou en totalité issu de l’article de Wikipédia en italien intitulé « Bruno Migliorini » (voir la liste des auteurs).